# Dennis Kearns
Dennis McAleer Kearns (* 27. September 1945 in Kingston, Ontario) ist ein ehemaliger kanadischer Eishockeyspieler, der im Verlauf seiner aktiven Karriere zwischen 1965 und 1981 unter anderem 688 Spiele für die Vancouver Canucks in der National Hockey League auf der Position des Verteidigers bestritten hat. Seinen größten Karriereerfolg feierte Kearns im Trikot der kanadischen Nationalmannschaft mit dem Gewinn der Bronzemedaille bei der Weltmeisterschaft 1978. Sein Sohn Bracken ist ebenfalls professioneller Eishockeyspieler.

## Karriere
Kearns verbrachte die ersten Jahre seiner Karriere in seiner Geburtsstadt Kingston in der Provinz Ontario. Zunächst war er  für die Kingston Frontenacs im Juniorenbereich der Ontario Hockey Association, anschließend stand der Verteidiger im Kader der Kingston Aces aus der Ontario Hockey Association im Seniorenbereich.
Zur Saison 1967/68 verließ Kearns sein Heimatland und wechselte in die Western Hockey League zu den Portland Buckaroos im US-amerikanischen Bundesstaat Oregon. Dort spielte der Defensivakteur in den folgenden drei Spielzeiten und machte durch seine Übersicht im Spielaufbau auch andere Teams auf sich aufmerksam. Binnen der drei Jahre sammelte er 117 Scorerpunkte und erhielt zwei Nominierungen für das All-Star-Team der Liga am Saisonende. Daraufhin kauften die Chicago Black Hawks aus der National Hockey League den Abwehrspieler im August 1970, setzten ihn im Verlauf der Spielzeit 1970/71 aber ausschließlich in ihrem Farmteam, den Dallas Black Hawks aus der Central Hockey League, ein. Seine 52 Scorerpunkte in 65 Einsätzen bescherten ihm einen Platz im CHL First All-Star Team.
Da sich die Chicago Black Hawks zu diesem Zeitpunkt in der Defensive ausreichend besetzt sahen, ließen sie ihn im Intra-League Draft im Sommer 1971 ungeschützt. Kearns wurde daraufhin von den Vancouver Canucks ausgewählt, bei denen er die folgenden zehn Spielzeiten bis zu seinem Karriereende im Sommer 1981 aktiv war. Bereits in seinem Rookiejahr erzielte der Verteidiger 29 Punkte. Nach weniger erfolgreichen Jahren zwischen 1973 und 1975 steigerte er sich in der Saison 1975/76 um fast 40 Punkte. Im Zeitraum zwischen 1975 und 1978 erzielte er 158 Punkte in 240 Einsätzen. Insgesamt bestritt der Kanadier bis zu seinem Karriereende 688 Spiele in der NHL – allesamt für Vancouver.

### International
Für sein Heimatland nahm Kearns an den Weltmeisterschaften der Jahre 1977 in der österreichischen Hauptstadt Wien und 1978 in der tschechoslowakischen Hauptstadt Prag. Nachdem er mit den Ahornblättern im Jahr 1977 noch den undankbaren vierten Rang belegt hatte, errang er im folgenden Jahr die Silbermedaille. Im Rahmen beider Welttitelkämpfe absolvierte der Verteidiger jeweils zehn Turnierspiele, in denen er ein Tor vorbereitete.

## Erfolge und Auszeichnungen
- 1969 WHL Second All-Star Team
- 1970 WHL First All-Star Team
- 1971 CHL First All-Star Team

### International
- 1978 Bronzemedaille bei der Weltmeisterschaft

## Karrierestatistik

### International
Vertrat Kanada bei:
- Weltmeisterschaft 1977
- Weltmeisterschaft 1978

(Legende zur Spielerstatistik: Sp oder GP = absolvierte Spiele; T oder G = erzielte Tore; V oder A = erzielte Assists; Pkt oder Pts = erzielte Scorerpunkte; SM oder PIM = erhaltene Strafminuten; +/− = Plus/Minus-Bilanz; PP = erzielte Überzahltore; SH = erzielte Unterzahltore; GW = erzielte Siegtore; 1 Play-downs/Relegation; Kursiv: Statistik nicht vollständig)